# Силвана Арменулић
Силвана Арменулић (рођена као Зилха Барјактаревић; Добој, 18. мај 1939 — Колари, код Смедерева, 10. октобар 1976) била је југословенска кантауторка и глумица. Силвана Арменулић је једна од најистакнутијих певачица народне музике у Југославији.
Била је интерпретаторка новокомпонованих народних песама и севдалинки и постала је позната као „краљица севдалинке”. Своје архивске снимке севдалинки снимила је за архив Радио Београда 1960-их година. Својом појавом, начином одевања и песмама направила је велику промену у народној музици. Песма Шта ће ми живот Томе Здравковића, коју је отпевала у ТВ серији „Љубав на сеоски начин“, постала је врло популарна, а истоимена плоча, коју је издао загребачки „Југотон“, продата је у то време у невероватних 300.000 примерака.
Погинула је у саобраћајној незгоди у својој 37. години, али је и даље врло позната на просторима некадашње Југославије по свом јединственом стилу певања и гласу. Њене сестре су такође биле професионалне певачице — Мирсада Мирјана Бајрактаревић и Хајрудина Дина Бајрактаревић.

## Биографија

### Младост
Рођена као Зилха Бајрактаревић у Добоју, Краљевина Југославија, била је треће од тринаесторо деце у породици босанских Муслимана. Њен отац је био Мехмед Бајрактаревић (1909–1966), локални посластичар, а мајка Хајрија (1916–2008). Kао дете преживела је напад дифтерије убрзо после Другог светског рата.
Брат Хајрудин умро је око две недеље након што га је пас напао 1940-их. После братовљеве смрти, њен отац је пронашао утеху у алкохолу и самоћи, занемарујући породицу и посао. Након затварања посластичарнице, породица је много патила. Нека од њених најранијих сећања била су на одсуство оца и Други светски рат, када су се мајка и деца крили у подруму од усташа. У породици од тринаесторо деце Зилхине сестре биле су Мирсада (Мирјана), Хајрудина (Дина), Абида и Шевка, те браћа Хајрудин, Мухамед, Изудин, Абудин и Исмет. Син њене сестре Шевке, Сабахудин Билаловић, постао је професионални кошаркаш, који је преминуо у 43. години од срчаног удара на плажи док се купао са сином. Десет година касније, Шевка и њен супруг Лутво умрли су природном смрћу у септембру 2013. године, у размаку од само неколико дана.
Зилха Бајрактаревић је рано почела да пева, а касније је причала да је глас добила од оца. Али када је размишљала о професионалној певачкој каријери, њен отац је није подржавао. Године 1947. уписана је у основну школу где се није показала академски надареном али где је научила да свира мандолину, коју су јој родитељи поклонили.

### 1959—1968: Брак и везе
Са супругом тенисером Радмилом Арменулићем, Бајрактаревићева се упознала 1959. године када је певала у Гранд казину у Београду. Венчали су се две године касније, 26. октобра 1961. године, а ћерка Гордана је рођена 13. јануара 1965. године. После седам година брака Радмило ју је преварио с њеном пријатељицом Лепосавом Јанков али и другим женама. Ово искуство ју је нагнало да сними песму „Седам година љубави“. Веровало се да су се она и њен супруг развели, мада је много година касније Радмило открио да су се растали, али да су остали у законском браку до њене смрти.
Арменулићева је била муслиманка, а супруг Србин. Радмилова мајка Гордана није одобравала брак, као ни Силванин отац Мехмед који је чак одбио да разговара са ћерком. Наиме, њој је било забрањено да посети родитељски дом све до његове смрти 1965. године, када се вратила на сахрану.

## Каријера

### Почеци каријере
Негде 1953. године, младу Зилху у једној добојској кафани чуо је Аца Степић како пева, а то је глас који није заборавио. Поново су се срели шест година касније, 1959. године, у хотелу Бристол у Београду, након што је почела да се професионално бави певањем. Наступала је са оркестром Јовице Мариновића, а певач/бубњар је био Цуне Гојковић. Након тога је почела да пева са Ацом у Гранд казину у Београду, где је упознала свог будућег мужа Радмила.
Арменулић се 1954. године са шеснаест година преселила у Сарајево, где је живела код тетке и за новац певала по локалним кафанама. Једне ноћи Арменулић, тада још звана Зилха, срела хармоникаша Исмета Алајбеговића Шерба у сарајевском предграђу Илиџа. Одушевљен њеним гласом, желео је да буде део оркестра, али девојчица је била малолетна и требало јој је одобрење родитеља. Наравно, они су дали сагласност и Шербо јој је обећао да ће имати храну, преноћиште и плату од 20.000 динара месечно. Тада је почела њена професионална каријера.
Једне хладне ноћи у Лесковцу у пролеће 1958. године, Арменулић је шетала парком пре наступа у башти ресторана Хисар у једном хотелу, када је видела младића како спава на клупи. Био је то Тома Здравковић. Пришла му је, пробудила га, села и започела разговор. Питала га је "Одакле си? Чиме се бавиш?". Рекао јој је да је са села и да је дошао у град тражећи посао. Није могао да нађе посао и није имао новца, није могао да плати пут кући. Арменулић је желела да му помогне. Довела га је на свој наступ, чак му је у једном тренутку предала и микрофон.
Када је чула Тому како пева, била је зачуђена, према За друштво у ћошку, које је написао Александар Гајовић, новинар и културни радник. Молила је управника хотела да помогне Томи да нађе посао. Тома је почео да пева са њом, а касније му је склопила уговор са дискографском кућом и он је почео сам да снима и иде на турнеје. Њих двоје су постали легенде бивше Југославије.

### Уметничко име
На крају се преселила у Београд, главни град Југославије, да би наставила своју певачку каријеру. Тамо је усвојила уметничко име "Силвана" по италијанској глумици Силвани Мангано. Када је била млада, пријатељи су је у шали звали Силвана након гледања филма Горак пиринач, јер је личила на глумицу.

### 1965—1969: Први снимци и телевизија
Док је била у Београду, Арменулић је често наступала у боемском насељу Скадарлија. За то време, понуђено јој је неколико уговора о снимању од невероватно конкурентних југословенских дискографских кућа. Прва песма коју је снимила била је босанска севдалинка „Над извором врба се надвила“, иако је званично објављена тек на њеном албуму „Отиш'о си без поздрава“ из 1968. Збогом), три године након што је изашао њен први албум. Након што је снимила једну плочу за издавачку кућу Дискос у Александровцу, била је позвана од издавачке куће ПГП-РТБ да снима у тада популарном дуетском формату. Арменулић је шездесетих година 20. века снимала дуетске албуме са певачима Петром Танасијевићем, Александром Трандафиловићем, Славком Перовићем и Драганом Живковићем. Након што су обе компаније једно време такмичарски издавале њене плоче, Арменулић се "уморила" од певања у дуетима. Појавила се прилика да снима као солиста и дошла је од загребачке издавачке куће Југотон.
Њена каријера је брзо кренула и постала је једна од највећих комерцијалних фолк звезда у Југославији. То је довело до бројних и добро објављених певачких ангажмана широм земље. Такође се појављивала у многим популарним ТВ серијама као што су Љубав на сеоски начин са познатим српским комичаром Чкаљом и народним филмовима као што је Грађани села Луга.

### 1969—1976: Шта ће ми живот и Лов на јелене
Године 1969. она и певач Тома Здравковић певају у истој групи, а Здравковић је написао њен највећи хит „Шта ће ми живот, без тебе драги”. Песма је постала један од највећих народних хитова икада написаних у Југославији, продата у преко 300.000 примерака, а Здравковића и саму Арменулић претворила у суперзвезде. Али њен живот се трагично окончао седам година касније.
У интервјуу за новине Новости из марта 1971. године, Арменулић није крила да се исто одбијање и критика са којима се суочавала на почетку каријере наставило и у њеним успешним данима.
Глумила је у филму Лов на јелене из 1972. са Борисом Дворником, Ивом Сердаром и Михом Балохом, између осталих. Филм је написао и режирао Фадил Хаџић.
У емисији београдске телевизије у дочеку Нове године 1972. редитељ Дејан Караклајић је предложио Арменулић да се обуче у бикини и скочи у базен како би личила на холивудску глумицу Естер Вилијамс. Она је у почетку одбијала и није јој се допало како њено тело изгледа у купаћем костиму, али је била принуђена да то учини пошто су спонзори уплатили 13 милиона динара. Плакала је и онда пристала да се појави на програму, али не у купаћем костиму и одбила је да плива у базену. То је изазвао бес међу њеним фановима, који нису били навикли да је виде у таквом издању. Такође јој је забрањен приступ свим југословенским телевизијама због одбијања да изврши наређења.
Током 1970-их, па све до смрти 1976, имала је неколико хит песама: „Ране моје“, „Циганине, свирај, свирај“, „Срце гори, јер те воли“, „Грли ме, љуби ме“, „Ја немам права никога да волим“, „Срећо моја“, „Кишо, кишо тихо падај“ и „Живот тече“.
Како је постала популарнија у Југославији, често је наступала за председника Југославије, Јосипа Броза Тита и његову супругу Јованку Броз. Била је пријатељ са многим комунистичким политичарима, укључујући Бранка Микулића, Хамдију Поздерца и Џемала Биједића. Током радио интервјуа у Сарајеву 1973. године изјавила је да је обожаватељица колеге, певача севдалинке, Сафета Исовића и назвала га „драгим“.

## Смрт
Последњих неколико година живота Арменулићева је постајала све више опседнута мислима о судбини и смрти, толико да је почела да изучава астрологијy, телепатијy и води разговоре са самозваним пророцима. Почетком августа 1976. само два месеца пред смрт била је на турнеји у Бугарској и одлучила је да искористи прилику да се сретне са мистичном Бабом Вангом. После тог сусрета је почела да осећа да јој се ближи крај.
Након Силванине смрти, пријатељи су причали да је често бринула за своју судбину. Октобра 1971. доживела је саобраћајну несрећу која је замало однела њен живот, а која неодољиво подсећа на трагедију која јој је однела живот пет година касније. Једном приликом је рекла:
| „                                   | Можда сам баш у кафанама, у којима сам некад певала, стекла тај страх од будућности. Јер кад музика угасне, кад престану да звече чаше и распевани гости оду својој срећи, својим кућама, а ја останем сама. Питајући се да ли за мене постоји сутра. | ” |
| — Интервју за Радио Сарајево, 1973. | |   |

Арменулић и њена млађа сестра Мирсада Бајрактаревић биле су на отварању ресторана „Лењин бар“ 9. октобра 1976. године. Пошто је унутрашњост ресторана била замишљена да личи на пећину, са плафона су висили шиљци у облику сталактита. Арменулићева је приликом устајања са столице ударила главом о једну, што јој је задало велику главобољу. Публика ништа није приметила и Силвана је извела само четири уместо осам песама. Када је сишла са бине, срушила се на столицу држећи се за главу. Пошто се мало освежила, спремила се на даљи пут колима са сестром. Певач Љубомир Ђуровић је желео да пође с њима али се предомислио због фудбалског меча. Миодраг Јашаревић се уместо њега придружио сестрама на пут.
Према реконструкцији несреће, на равном путу Силванина Форд Гранада кретала се брзином од око 150 километара на сат, а онда је изненада прешла у супротну траку што је довело до судара. Возач камиона је из даљине видео фарове како му се брзо приближавају, али је помислио да ће се мимоићи. Схвативши да ће доћи до судара, почео је да кочи али прекасно. Десна страна аутомобила је таквом силином ударила у камион, да се подвукла под њега.

### Сахрана
У недељу, 10. октобра 1976. године, око 21.15 часова по средњеевропском времену, Арменулићева је погинула у саобраћајној несрећи код смедеревског села Колари, заједно са својом 25-годишњом трудном сестром Мирсадом и виолинистом/диригентом народног оркестра Радио Београда Миодрагом "Радетом" Јашаревићем. Возили су се аутомобилом "Форд Гранада" на путу из Александровца за Београд после концерта. Арменулићева је била за воланом када су отишли, али негде између њиховог одласка и судара, за волан је сео 60-годишњи Јашаревић.
Њихов аутомобил се, како се наводи, кретао брзином од 130 километара на сат, када је на 60. километру аутопута Београд—Ниш излетео у саобраћајну траку из супротног смера, фронтално сударивши се са камионом ФАП-а којим је управљао 52-годишњи Растко Грујић. Арменулићева је спавала на сувозачевом седишту, а њена сестра спавала на задњем седишту.
Првобитно је пријављена само смрт Јашаревића пошто су телевизијске емисије одбијале да спомену Арменулићевy због инцидента из 1972. године током директног преноса новогодишње емисије због чега јој је забрањено присуство на телевизији. Тачан узрок несреће није познат, али се верује да је директно повезан са проблемом са кочницама. Форд Гранада коју су возили опозвана је због „опасних структуралних дефеката уочених у контролном механизму“. Свим купцима је послато обавештење да су модели произведени у периоду од септембра 1975. до јуна 1976. године били неисправни. Власницима је саветовано да врате аутомобиле; даљи детаљи у вези с овим догађајима остали су нејасни. Говорило се да је Јашаревић доживео дијабетесну кому а да није знао да је патио од шећера. но то је непотврђено.
Њиховој сахрани присуствовало је између 30.000 и 50.000 људи, укључујући певаче Лепу Лукић и Хашима Кучука Хокија (који је и сам погинуо у скоро идентичној саобраћајној несрећи 26. новембра 2002. године). Она и њена сестра сахрањене су једна поред друге на гробљу Ново гробље у Београду.

### 1976—2021: Последице
Певачица Лепа Лукић испричала је да је тог дана замољена да наступи на концерту, али да се први пут у каријери успавала и није стигла на концерт, касније је изјавила да верује, да је ишла са њима и да је била са њима, да би и она изгубила живот у судару. Године 2013. Лепа је у једном интервјуу открила да није возила аутомобил од смрти сестара из страха да ће делити њихову судбину.
У интервјуу 2013. године њен супруг Радмило је изјавио да и даље посећује њен гроб и оставља свеже цвеће. Рекао је и да је Силванин пријатељ Предраг Живковић Тозовац често посећивао њен гроб све до своје смрти 2021. године.

## Наслеђе
Југословенска певачица Лепа Брена је два пута обрадила Силванине песме; 1995. обрадила је „Шта ће ми живот“ за албум Казна Божија, а 2013. обрадила „Циганине ти што свираш“.
Дана 10. октобра 2011. године, на 35. годишњицу њене смрти, у емисији Експлозив на Првој телевизији приказан је десетоминутни прилог у којем су говорили неки од Силваниних пријатеља и њена ћерка Гордана, уз реконструкцију саобраћајне несреће.
Српски писац Драган Марковић објавио је 9. децембра 2011. биографију о њеном животу под насловом Књига о Силвани. Међу интервјуисаним за књигу била је и Силванина ћерка Гордана.
Једна кратка прича македонске списатељице Оливере Ћорвезироске је названа "Силавана Арменулић".
Лик Силване Арменулић тумачи српска глумица Тамара Драгичевић у филму Тома из 2021. године, режисера Драгана Бјелогрлића.

## Дискографија
| Албуми и песме | Датум објављивања              |
| --- | ------------------------------ |
| Вољесмо се злато моје са Петром Танасијевићем 1. Вољесмо се злато моје 2. Каранфиле цвијеће шарено 3. Отиш'о си драги 4. У сузама сви су дани | Новембар 1965. године          |
| Да ли чујеш, драги са Круном Јанковић 1. Да ли чујеш, драги 2. Поветарац јутрос се прикрао 3. Ноћи тамна 4. Да ли памтиш, злато моје | Новембар 1965. године          |
| Без тебе ми живот пуст и празан 1. Без тебе ми живот пуст и празан 2. Зашто те нема да дођеш 3. Сваке ноћи ја заборав тражим 4. Зашто оде да ми срце пати | 21. јун 1966. године           |
| Нисам више, нано, дјевојчица 1. Нисам више, нано, девојчица 2. Зашто сумњаш, драги 3. Зашто мораш да одеш 4. Због растанка плачу очи | 5. октобар 1966. године        |
| Ником нећу рећи да те волим са Петром Танасијевићем 1. Ником нећу рећи да те волим 2. Питала ме звијезда сјајна 3. Ништа лијепо од прве љубави 4. Отиш'о си без поздрава | 10. октобар 1966.              |
| Волесмо се злато моје са Петром Танасијевићем 1. Волесмо се злато моје 2. Каранфиле цвијеће шарено 3. Отиш'о си драги 4. У сузама сви су дани | 1966.                          |
| Ђевојке смо са Мораве са Петром Танасијевићем 1. Ђевојке смо са Мораве 2. Знаш ли душо 3. Да л' још, драги, љубав чуваш 4. Сваке ноћи чекам | 10. новембар 1966.             |
| Крчмарице, дај ми вина са Славком Перовићем 1. Крчмарице, дај ми вина 2. Када смо срели први пут 3. Катерина 4. Дођи, незнанко драга | 23. јануар 1967.               |
| Кад једном одем 1. Кад једном одем 2. Најлијепша сам дјевојчица била 3. За тебе пјевам ову пјесму 4. У вечери кад се дан смирује | 14. фебруар 1967.              |
| Мујо шаље хабер са мјесеца с Александром Трандафиловићем 1. Мујо шаље хабер са мјесеца 2. Сејдефу мајка буђаше 3. А што ти је, мила кћери, јелек раскопчан 4. Има дана када не знам шта да радим | 11. мај 1967.                  |
| Од дјевојке ништа драже са Предрагом Живковићем 1. Од дјевојке ништа драже 2. Што те нема мој јаране 3. Заиграј коло моје шарено 4. Дјевојчице гарава | 1967.                          |
| Нај – најлијепши 1. Нај – најлијепши 2. Сама у своме болу 3. Не вјеруј у приче те 4. Тебе сам вољела | 17. јун 1968.                  |
| Отиш'о си без поздрава 1. Отиш'о си без поздрава 2. Кад ја пођем низ сокак 3. Над извором врба се наднела 4. Љубави, врати се | 25. децембар 1968.             |
| Моња / Над овором врба се наднела са The Montenegro Five 1. Моња (пева The Montenegro Five) 2. Над извором врба се наднела (пева Силвана Арменулић) | 1969.                          |
| Даруј ми ноћ, даруј ми трен / Кап љубави 1. Даруј ми ноћ, даруј ми трен 2. Кап љубави | 21. јул 1969.                  |
| Мајко, опрости ми 1. Мајко, опрости ми 2. Суморна јесен 3. Дала сам ти младост 4. Седам година љубави | 17. новембар 1969.             |
| Шта ће ми живот 1. Шта ће ми живот 2. Кишо, кишо тихо падај 3. Срећо моја 4. Ја немам права никога да волим | 6. август 1970.                |
| Оставите тугу моју / Живот тече 1. Оставите тугу моју 2. Живот тече | 7. август 1970.                |
| Женидба и љубав - Страна А: Женидба 1. Дијалог Паун – Милорад 2. Милорад и Силвана пјевају у дуету композицију из шпице 3. Дијалог Паун – Живка - Страна Б: Љубав Ој љубави, да те није било 1. Дует Милорад – Силвана 2. Дијалог Живка – Милорад | 2. новембар 1970.              |
| Живот тече с Арсеном Дедићем 1. Живот тече (певала Силвана Арменулић) 2. Све било је музика (пева Арсен Дедић) | 4. новембар 1970.              |
| Ја молим за љубав / Ране моје 1. Ја молим за љубав 2. Ране моје | 15. јун 1971.                  |
| Мајко опрости 1. Мајко опрости 2. Најлијепша сам дјевојчица била 3. Срећо моја 4. Даруј ми ноћ, даруј ми трен 5. Отиш'о си без поздрава 6. Шта ће ми живот 7. Над извором врба се наднела 8. Кад ја пођем низ сокак 9. Ја немам права никога да волим 10. Оставите тугу моју 11. Кад једном одем 12. Живот тече | 16. јун 1971.                  |
| Југо, моја Југо / Кад се вратим у завичај 1. Југо, моја Југо 2. Кад се вратим у завичај | 27. септембар 1971.            |
| Грли ме, љуби ме 1. Грли ме, љуби ме 2. Врати се, врати се | 16. јун 1972.                  |
| Срце гори, јер те воли 1. Срце гори, јер те воли 2. Живи живот свој | 12. септембар 1972.            |
| Жељна сам родног дома / А што ћемо љубав крити 1. Жељна сам родног дома 2. А што ћемо љубав крити | 6. јул 1973.                   |
| Гдје си да си моје голубе / Кад у јесен лишће жути са Предрагом Гојковићем Цунетом 1. Гдје си да си мој голубе 2. Кад у јесен лишће жути | 6. јул 1973.                   |
| Сама сам / Циганине, свирај, свирај 1. Сама сам 2. Циганине, свирај, свирај | 1. октобар 1973.               |
| Заплакаће стара мајка / Памтићу увијек тебе 1. Заплакаће стара мајка 2. Памтићу увијек тебе | 12. новембар 1974.             |
| Да сам птица 1. Да сам птица 2. С' оне стране Пливе 3. Ој љубави, да те није било 4. Румена ми ружа процвала 5. Срце гори, јер те воли 6. Грли ме, љуби ме 7. Пјесма растанка 8. Идем кући а већ зора 9. Лажни снови, вјечна туга 10. Звук гитаре 11. Живи живот свој 12. Капетан Леши | 10. децембар 1974.             |
| Дани наше младости 1. Дани наше младости 2. Болујем ја, болујеш ти | 21. новембар 1975.             |
| Душо моја 1. Душо моја 2. Године су прошле, живот жеље мијења | 4. јун 1976.                   |
| Лудујем за тобом / Не сјећај се више мене Лудујем за тобом Не сјећај се више мене | 2. новембар 1976.              |
| Голубе, полети 1. Голубе, полети 2. Над извором врба се наднела 3. Заплакаће стара мајка 4. А што ћемо љубав крити 5. Сама сам 6. Ране моје 7. Низ поље иду бабо Сејмени 8. Душо моја 9. Лудујем за тобом 10. Срце гори, јер те воли | 7. децембар 1976.              |
| Сачували смо од заборава 1. Шта ми живот 2. Мајко опрости 3. Сама сам 4. Оставите тугу моју 5. Ране моје 6. Грли ме, љуби ме 7. Циганине, свирај, свирај 8. Да сам птица 9. Срце гори, јер те воли 10. Срећо моја 11. Лудујем за тобом 12. Најлијепша сам дјевојчица била | 12. април 1983.                |
| Силвана 1. Запјевала сојка птица 2. Синоћ ја и моја кона 3. Снијег паде, друми западоше 4. Тешко мени јадној, у Сарај'ву самој 5. Звијезда тјера мјесеца 6. Врбас вода носила јаблана 7. Крај потока бистре воде 8. Мој дилбере 9. Дјевојка виче 10. Над извором врба се наднела | 1990. (поновно објављен 1996.) |
| Хитови 1. Звијезда тјера мјесеца 2. Кад ја пођем низ сокак 3. Љубави, врати се 4. Кишо, кишо тихо падај 5. Синоћ ја и моја кона 6. Мој дилбере 7. Запјевала сојка птица 8. Снијег паде, друми западоше 9. Крај потока бистре воде 10. Лажни снови, вјечна туга 11. А што ти је, мила кћери, јелек раскопчан 12. Има дана када не знам шта радим 13. Румена ружа ми процвала 14. Врбас вода носила јаблана 15. Сејдефу мајка буђаше 16. Тешко мени јадној, у Сарај'ву самој 17. Отиш'о си без поздрава 18. Да сам птица | 2010.                          |

Снимила и дуете са разним извођачима широм Југославије: Александром Трандафиловићем (А што ти је, мила кћери, јелек раскопчан, Има дана), Цунетом Гојковићем (Гдје си, да си мој голубе, Кад у јесен лишће жути), Арсеном Дедићем (Живот тече, Све било је музика), Славком Перовићем (Крчмарице, дај ми вина; Када смо се срели први пут; Катерина; Дођи, незнанко драга).
Снимила је такође једну синглицу (малу плочу) са грчким песмама. Силвана је сарађивала са познатим композиторима народне музике Буцом Јовановићем и Ацом Степићем.

## Филмови
- Милораде, кам бек (1970), певачица Рада
- Љубав на сеоски начин (1970), ТВ серија, Рада, певачица у кафани
- Лов на јелене (1972), певачица Сека
- Грађани села Луга (1972), ТВ серија, улога Хана
- Концерт за комшије (1973), ТВ филм
- Санитекс (1973)

## Фестивали
- 1968. Илиџа - Кап љубави, друга награда стручног жирија и награда за интерпретацију
- 1969. Београдски сабор - Седам година љубави, награда за интерпретацију
- 1969. Илиџа - Даруј ми ноћ, даруј ми трен
- 1970. Илиџа - Оставите тугу моју
- 1972. Песма лета - Грли ме, љуби ме